# اللهجة الشحية
لهجة قبائل الشحوح أو الشحية مـن أقدم اللهجات العربية وهي لهجة عربية فصيحـة وتتميز لهجـة هذه القبيلــة بأنهـا سـريعة جدا ويستخدمون كلمات قديمة لا يستخدمها غيرهم من القبائل ولهجة الشحوح لهجـة عربية قحـة للعـرب الأقحـاح وهي لهجــة تستخدم عند قبـائل رؤوس الجبال في مسندم ورأس الخيمة ودبا وخصب والكثير من المناطق المحيطة كما يستخدم هذه اللهجة كل من قبيلة الشحوح والظهوريين والحبوس وبني شميلي والكماليين.

## كلمات في قاموس لهجـة قبيلة الشحوح:-
- اليـواري: وتعني البنات (الجواري)/ الويريه/البنت (الجارية)
- تملق: تودد وتلطف ويقول كذب وليس ما في قلبه فهو ملاق
- سقم: المرض والحزن الشديد فهو سقيم أو سقمان
- نأس: نام (نعس)
- غبش: الفجر أو قبله بشوي
- يفرة (جفرة): وهي الحفرة
- إنْهَجْ (انهي): استعجل واذهب
- حَبَّه: قبله
- زانة: ذخيـرة
- رْخَمَهْ: جبان وخواف والرخمة طائر من الجوارح يأكل الجيف
- الخب: الغيوم وهي غيوم الأمطار
- المنخر: الخشم أو الانف
- فطن فهو فطين: فهم
- الشخط: الكبريت
- نبش: البحث عن الشي في الأرض أو أي مكان
- السهك: الوسخ
- الهلع: الحزن على شخص وفقده فهو هلعان
- القلع: الحجر والجمع قلاع (قلوع)
- برح: خرج
- حدر: نزل من مكان وذهب من مكان أعلى إلى اسفل إنحدر
- سبر: يعني انظر وتأمل للاشياء (يسبر الأغوار)
- زعق: والزعق هو الصياح بصوت عالي
- سقأ: ضحك
- نعت: وصف الشي ومدحه فهو منعوت
- انســـان بهيــس: شــاطر أو فــاهم ومدرك وجــرئ
- والأَرْمَلَةُ: الرجالُ المُحْتاجُونَ الضُّعَفَاءُ
- المحل: القحط وعدم سقوط الامطـــار
- الفحل: وله ثلاث معـــاني عندهم
- الفحل: بمعنـــى الذكر القوي من الحيوانات.
- الفحل: فحل النخل
- الفحل: موضع في الجبل لمجرى مياه الامطـار
- الحنبل: ثمر السمر أو الغاف
- العرقوب: الرجل أو الساق عند الدواب أو الإنسان
- والشحوح يقولون تعال بعيل (بعجل)
بعجل: معناها بسرعـــة
- ويقولون اداة مثل هيهـا للاستغراب أو التحسـف والندم
- ويستخدمون مــاله فلان؟؟؟ للســؤال مثـــال مالــه البـــن؟؟ ويقصدونه ما به الولد
- همــا استوا؟؟؟ أو ما استو؟ للسؤال بمعنى ماذا حصل؟؟؟
- فين أو هين؟؟؟ وهي بمعنــى أيـن؟؟؟ للسؤال عن مكان مــا
فينهم للجمع؟
- لما أو لهوما؟؟ وهي للسؤال عن السبب بمــعنى لمـاذا؟؟؟
- كـي أو كيف؟؟ وهــي كيــف؟؟؟
- يوجعني حنكي: حنكي يألمني
- حنك: الجـزء السفلــي من الفم
- هوس: الطرب بمعنى طربان للشي فهو هوسان عندما يهوس الرجل لشي لعرس أو لاي شي يحبـــه
- تمرغ: التقلب في التراب
- الزحن: الحر الشديد أو العـرق منه
- جحـد (يحــد): انكــار امر وعدم الافحاص عنه
- حرد: زعل وغضب وترك ناسه انسـان قلط ففلان قلط وقليط الذي لا يقدر على امساكه وسريع الحركة كالجن
- فين ميشي؟ وين ســاير؟
- سرحت بوظبي: مشيت بوظبي الصبح
- بسري عيمان: بمشي عيمان بليل
- مالك؟ شوفيك؟
- هبة ريح: مريلة
- بمشي انعس: بسير ارقد
- مالك تسقع ليش تضحك
- يلعــن حنكك: يلعن شكلك ولا شيفتك
- الدنيا محل السنة: الدنيا قحط وما فيها مطر
- البن يصـر: الولد يبكي
- فطنت: فهمت
- سقمت فيني: مرضتني
- اليارية (جارية): البنت
- أنت ملاق: أنت منافق متملق
- محرقة كدب: كذاب درجة أولى
- اسميها سالفة!: للاستغراب والتعجب
- أبويي: أبوي
- اقحم من السيارة: انزل من السيارة
- مالك فاك حلقك: تقال للأبله الذي لا يفهم
- هووود أهل البيت يوم يزور حد.. ويقولوله اقرب..... ويرد قريب

### يأتي الفعل بعد الكلمة مثال:-
- الساعة كم الحين كم الساعة
- سعيد فينه؟ وينه سعيد

### تقلب الضاد واو في الكثير من الكلمات
- رمضا: رموا
- مرض: مرو
- مرضان: مروان

### النفــي يكوون اخر الكلام
- مشيت لا: مامشيت
- سبحت لا: ما سبحت
- زعلان لا: مب زعلان
- مشي لا دبي مب ساير دبي

## الكلمات التي يستخدمها الشحوح ومرادفها فياللغة العربيةالفصيحة من المعاجم العربية
- القلع: ومعناها باللهجة الشحية الحجر وجمعها قلاع
ورُمِيَ بقُلاعةٍ أَي بجُجَّةٍ تُسْكِتُه، وهو على المَثَلِ.

والقُلاَّعُ: الحِجارةُ.
والقُلاَّعُ: صُخُورٌ عِظامٌ مُتَقَلِّعَةٌ، واحدته قُلاَّعَةٌ، والحجارة الضَّخْمةُ هي القَلَعُ أَيضاً.
والقُلاعةُ: صخرة عظيمة وسط فضاء سهل.
- هبش: ومعناها امسك وجمع

الهَبْشُ (القاموس المحيط)
الهَبْشُ، كالضَّرْبِ: الجمعُ، والكَسْبُ، والضرْبُ المُوجِعُ.
والهابِشَةُ: الجماعَةُ الجَديدَةُ.
والهُباشةُ، بالضم: الحُباشة.
وككَتانٍ: الكَسُوبُ الجَموعُ.
وهَبَشْتُهُ: أصَبْتُهُ.
- هلع معناه حزن وهو هلعن

ورجلٌ هَلِعٌ وهالِعٌ وهَلُوعٌ وهِلْواعٌ وهِلْواعةٌ: جَزُوعٌ حرِيصٌ.
والهَلَعُ الحُزْنُ، تميميَّة.
والهَلِعُ الحَزِينُ.
وشُحٌّ هالع محزن
- الغشب: موضع ومكان فيه حجارة
غشب (لسان العرب)

الغَشْبُ: لغة في الغَشْم؛ قال ابن دريد: وأَحسب أَن الغَشَبَ موضع، لأَنهم قد سَمَّوْا غَشَبِـيّاً، فيجوز أَن يكون منسوباً إِليه.
- يفرة (جفرة) وهي الحفرة

والجُفْرَةُ بالضم: سَعَة في الأرض مستديرة، والجمع جِفارٌ، مثل بُرْمَةٍ وبِرامٍ.
والحفرة الواسعة المستديرة
- بحت (بحث): حفر

بحث الأرض وفيها يعني حفرها وطلب الشي فيها وفي التنزيلفبعث الله غرابا يبحث في الأرض) والشي عنه طلبه في التراب ونحوه وفتش عنه
بحث (لسان العرب)
البَحْثُ: طَلَبُكَ الشيءَ في التُّراب؛ بَحَثَه يَبْحَثُه بَحْثاً، وابْتَحَثَه.
وفي المثل: كالباحِثِ عن الشَّفْرة.
وفي آخر: كباحِثةٍ عن حَتْفها بظِلْفها؛ وذلك أَن شاةً بَحَثَتْ عن سِكِّين في التراب بظِلْفِها ثم ذُبِحَتْ به. الأَزهري: البَحُوثُ من الإِبل التي إِذا سارتْ بحثت الترابَ بأَيديها أُخُراً أَي ترمِي إِلى خَلْفِها؛ قاله أَبو عمرو.
والبَحوثُ: الإِبلُ تَبْتَحثُ الترابَ بأَخْفافِها، أُخُراً في سَيرها
- الزردمة: موضع بالرقبة وموضع الذبح

زردم (لسان العرب)
زَرْدَمَهُ: خنقه وزَرْدَبَه كذلك.
وزَرْدَمَه عصر حلقه.
والزَّرْدَمَةُ الغَلْصَمَةُ، وقيل: هي فارسية، وقيل: الزَّرْدَمَهُ من الإنسان تحت الحلقوم واللسانُ مركّب فيها، وقيل: الزَّرْدَمَةُ الابتلاع، والازدرام الابتلاعُ.
زردم (الصّحّاح في اللغة)
الزَرْدَمَةُ: موضعُ الازْدِرامِ والابتلاع.
ويقال زَرْدَمَهُ، أي عَصَرَ حَلْقَهُ.
- نتيت (نتجت) ولدت الدابة أو الأغنام

نتج (لسان العرب)
النِّتاجُ: اسم يَجْمع وضْعَ جميعِ البهائِمِ؛ قال بعضهم: هو في الناقة والفرس، وهو فيما سِوى ذلك نَتج، والأَول أَصح؛ وقيل: النِّتاجُ في جميع الدَّوابِّ، والوِلادُ في الغنم، وإِذا وَليَ الرجلُ ناقةً ماخِضاً ونِتاجَها حتى تضع، قيل: نَتَجها نَتْجاً. يقال: نَتَجْتُ الناقةَ (* قوله «نتجت الناقة إلخ» هو من باب ضرب كما في المصباح
- ونَقَرَ الرجلَ يَنْقُره نَقْراً: عابه ووقع فيه، والاسم النَّقَرَى. قالت امرأَة من العرب لبعلها: مُرَّ بي على بني نَظَرى ولا تَمُرَّ بي على بنات نَقَرَى أَي مُرَّ بي على الرجال الذين ينظرون إِليّ ولا تَمُرَّ بي على النساءِ اللَّوَاتي يَعِبْنَنِي، ويروى نَظَّرَى ونَقَّرَى، مشدَّدين.

وفي التهذيب في هذا المثل: قالت أَعرابية لصاحبة لها مُرِّي بي على النَّظَرَى ولا تَمُرِّي بي على النَّقَرَى أَي مري بي على من ينظر إِليّ ولا يُنَقِّرُ. قال: ويقال إِن الرجال بنو النَّظَرَى وإِن النساءَ بنو النَّقَرَى.
والمُناقَرَةُ المُنازَعَةُ.
وقد ناقَرَهُ أَي نازعه.
والمُناقَرَةُ: مُرَاجَعَةُ الكلام.
- سهك: الوسخ

السَّهَكُ: ريح كريهة تجدها من الإنسان إذا عَرِقَ، تقول: إنه لَسَهِكُ الريح، وقد سَهِكَ سَهَكاً، وهو سَهِكٌ؛ قال النابغة: سهَكِينَ من صَدَإِ الحديد كأنهم، تَحْتَ السَّنَوَّرِ، جِنَّةُ البَقَّارِ (* قوله «جنة البقار» تقدم انشاده في س ن ر: جبة البقاربالباء بدل النون وبضم الجيم بدل كسرها، وهو تحريف والصواب ما هنا جمع جنِّي.
والبقار: اسم موضع كما في الديوان.
وفي ياقوت: وقنة البقار، بضم القاف: جبيل لبني أسد، وينشد تحت السنور قنة البقار.
ورواية البيت هنا تتفق وروايته في ديوان النابغة).
ولولا لبسهم الدروع التي صَدِئَتْ ما وصفهم بالسَّهَكِ.
والسَّهْكُ والسَّهَكَةُ: قبحُ رائحة اللحم إذا خَنِزَ.
وسَهكَتِ الريحُ، وسَهَكَتِ الدابةُ سُهُوكاً: جَوَتْ جَرْياً خفيفاً، وقيل سمعوكُها استِنانِها يميناً وشمالاً، وأساهيكها ضُروب جريها واستِنانُها يميناً وشمالاً، وأساهيكها ضُروب جديها واستِنانِها، أَنشد ثعلب: أَذْرَى أَساهِيكَ عَتِيقٍ أَلَّ أَراد ذي أَلٍّ وهو السرعة، وإن شئت قلت إنه وصفه بالمصدر.
والمَسْهكُ مَمَرُّ الريح.
وفرس مَسْهَكٌ أي سريع الجري. الجوهري: والسَّهَكُ، بالتحريك، ريح السمك وصَدَأ الحديد. يقال: يدي من السمك وصَدَإ الحديد سَهِكة، كما يقال يدي من اللبن والزُّبْد وَضِرةٌ، ومن اللحم غَمِرة.
وسَهْوَكْتُه فَتَسَهْوَك أَي أَدبر وهلك.
وسَهَكه يَسْهَكه: لغة في سَحقَه.
وسَهَك الشيء يَسْهَكه سَهْكاً: سَحقه، وقيل: السَّهْك الكَسْر والسَّحْق بعد السَّهْك.
وسَهَكَتِ الريحُ الترابَ عن وجه الأَرض تَسْهَكه سَهْكاً: كسحقته، وذلك التراب سَيْهَكٌ.
- خيس وليس خايس : رائحته مب حلوة

خيس (لسان العرب)
الخَيْسُ، بالفتح: مصدر خاسَ الشيءُ يَخِيسُ خَيْساً تَغَيَّرَ وفَسَد وأَنْتَن.
وخاسَتِ الجيفة أَي أَرْوَحَتْ.
وخاسَ الطعامُ والبيع خَيْساً: كَسَدَ حتى فسد، وهو من ذلك كأَنه كَسَدَ حتى فسد. قال الليث: يقال للشيء يبقى في موضع فيَفْسُد ويتغير كالجوز والتمر: خائسٌ، وقد خاسَ يَخِيسُ، فإِذا أَنتن، فهو مَغِلٌ، قال: والزاي في الجوز واللحم أَحسن من السين.
- الادعم (الادغم): المائل للسواد

والأَدْغَمُ الأَسود الأنف، وجمعه الدُّغْمانُ؛ قال أعرابي: وضَبَّة الدُّغْمانِ، في رُوسِ الأَكَمْ، مُخْضَرَّةٌ أَعْيُنُها مثلُ الرَّخَمْ والدُّغْمانُ، بالضم: الأسود، وقيل: الأسود مع عِظَمٍ.
ورجل راغِمٌ داغِمٌ: إتباع، وقد أَرْغَمَهُ الله وأَدْغَمَهُ؛ وقيل: أَرْغَمَهُ الله أسخطه، وأَدْغَمَه سَوَّدَ وجهَه.
وفي الدعاء: رَغْماً دَغْماً شِنَّغْماً، كلُّ ذلك إتباع. يقال: فعلت ذلك على رَغْمِه ودَغْمِه وشَغْمِه، ويقال: شِنَّغْمِه. قال أَبو منصور: ويقال وسِنَّغْمه، بالسين المهملة.
- والخبة بالضم مستنقع الماء وموضع وبطن الوادي.)، وهي الخَبِيبَةُ والخُبَّةُ والخَبِيبُ. والخُبَّةُ والخَبِيبُ: الخَدُّ في الأَرض.

والخَبِيبةُ والخَبَّة والخِبَّةُ: الطريقَة من الرَّمْلِ والسَّحابِ، وهي من الثوب شِبْه الطُّرّة؛ أَنشد ثعلب: يَطِرْنَ عن ظَهْري ومَتني خِبَبا الأَصمعي: الخِبَّةُ والطِّبَّة والخَبِيبَةُ والطِّبَابَة: كل هذا طَرائِقُ من رَمْلٍ وسَحاب؛ وأَنشد قول ذي الرمة: من عُجْمَةِ الرَّمْلِ أَنْقَاء لهَا خِبَبُ قال ورواه غيره: «لها حِبَبُ» وهي الطَّرائِقُ أَيضاً. أَبو عمرو: الخَبُّ سَهْلٌ بينَ حَزْنَينِ يكونُ فِيه الكَمْأَةُ؛
- الخب: الغيوم التي تاتي بالأمطار

الخبء المدخر وفي التنزيل العزيز الذي يخرج الخبء في السموات والأرض) وفسر الخبء الذي في الأرض النبات والذي في السماء المطر
يقال اخرج خبء السماء خبء الأرض
- غبش: الفجر أو قبله بشوي

غبش (لسان العرب)
الغَبَشُ: شدَّة الظُّلْمة، وقيل: هو بقية الليل، وقيل: ظُلْمة آخر الليل؛ قال ذو الرمة: أَغْباشَ لَيلِ تَمَامٍ كان طارَقَه تَطَخْطُخُ الغَيم، حتى ما لَه جُوَبُ وقيل: هو مما يلي الصبحَ، وقيل: هو حين يُصْبح؛ قال: في غَبَشِ الصُّبْح أَو التَّجَلِّي والجمع من ذلك أَغْباش، والسين لغة؛ عن يعقوب، وليل أَغْبَشُ وغَبِشٌ وقد غَبِشَ وأَغْبَشَ.
وفي الحديث عن رافع مولى أُم سلمة أَنه سَأَل أَبا هريرة عن وقت الصلاة فقال: صَلّ الفَجْرَ بِغَلَسٍ، وقال ابن بُكَير في حديثه: بغَبَش، فقال ابن بكير: قال مالكٌ غَبَشٌ
- حات (حاث) يفرق بين الناس بالكلام والنميمة

وأَحاثَهُ حَرَّكَه وفَرَّقه؛ عن ابن الأَعرابي؛ وقوله أَنشده ابن دريد: بحيثُ ناصَى اللِّمَمَ الكِثاثا، مَوْرُ الكَثِيبِ، فَجَرى وحاثا قال ابن سيده: لم يفسره، قال: وعندي أَنه أَراد وأَحاثا أَي فَرَّقَ وحَرَّكَ، فاحتاج إِلى حذف الهمزة حذفها؛ قال: وقد يجوز أَن يريد وحَثَا، فقَلَبَ.
وأَوقع بهم فلانٌ فَتركهم حَوْثاً بَوثاً أَي فَرَّقهم؛ وتركهم حَوْثاً بَوْثاً أَي مختلفين.
- الرحى: الضرس

رحى (الصّحّاح في اللغة)
الرَحى معروفة، وهي مؤنثّة، وَالألف منقلبة من الياء. تقول: هما رَحَيانِ.
وقال مُهلهِل:
بجنْبِ عُنَيْزَةٍ رَحَيا مُدبرِ كَأَنَّا غُدْوَةً وبَني أَبِـينـا
وكلُّ من مَدَّ قال رَحاءٌ ورَحاءانِ وأَرْحِيَةٌ، فجعلها منقلبة من الواو وما أدري ما حُجَّته وما صحَّته.
وثلاثُ أَرْحٍ والكثير أَرْحاءٌ: ورَحَوْتُ الرَحى ورَحَيتُها، إذا أدرتَها.
ورَحَتِ الحيّة تَرحُو وتَرَحَّتْ، إذا استدارت.
والرَحى قطعةٌ من الأرض تستدير وترتفع على ما حولها.
ورَحى القومِ: سيِّدُهُمْ.
ورَحى الحرب: حَوْمَتُها.
ورَحى السحابِ: مستدارها.
والرَحى من الإبل: الطحّانة، وهي الإبل الكثيرة تزدحم.
والرَحى كِركِرة البعير.
والرَحى الضِرس.
والأرحاءُ: الأضراس.
والأرْحاءُ: القبائل التي تستقلّ بنفسها وتستغني عن غيرها.
- نخر: صوت الانف نخير
- منخر: الانف

نخر (لسان العرب)
النَّخِيرُ: صوتُ الأَنفِ. نَخَرَ الإِنسانُ والحمار والفرس بأَنفه يَنْخِرُ ويَنْخُرُ نَخِيراً: مدّ الصوت والنفَس في خَياشِيمه. الفراء في قوله تعالى: أَئذا كنا عِظاماً نَخِرَةً، وقرئ: ناخِرَةً؛ قال: وناخِرَةً أَجود الوجهين لأَن الآيات بالأَلف، أَلا ترى أَن ناخرة مع الحافِرة والساهِرة أَشبه بمجيء التأْويلفقال: والناخِرة والنَّخِرة سواء في المعنى بمنزلة الطامِع والطمِع؛ قال ابن بري وقال الهَمْداني يوم القادسية: أَقْدِمْ أَخا نَهْمٍ على الأَساوِرَهْ، ولا تَهُولَنْكَ رؤوسٌ نادِرَهْ، فإِنما قَصْرُكَ تُرْبُ الساهِرَه، حتى تعودَ بعدَها في الحافِرَهْ، من بعدِ ما صِرتَ عِظاماً ناخِرَهْ ويقال: نَخِرَ العَظْمُ، فهو نَخِرٌ إِذا بَليَ ورَمَّ، وقيل: ناخِرة أَي فارِغة يجيء منها عند هُبوب الريح كالنَّخير.
والمَنْخِرُ والمَنْخَرُ والمِنْخِرُ والمُنْخُرُ والمُنْخورُ: الأَنف؛ قال غيلان بن حريث: يَسْتَوْعِبُ البُوعَينِ من جَرِيرِهِ من لَدُ لَحْيَيْهِ إِلى مُنْخُورِهِ قال ابن بري: وصواب إِنشاده كما أَنشده سيبويه إِلى مُنْحورهِ، بالحاء،
- نحر: ذبحه بالصدر

نحر (لسان العرب)
النَّحْرُ: الصَّدْر.
والنُّحُورُ: الصدُور. ابن سيده: نَحْرُ الصدر أَعلاه، وقيل: هو موضعُ القلادة منه، وهو المَنْحَر، مدكر لا غير؛ صرح اللحياني بذلك، وجمعه نُحور لا يُكَسَّر على غير ذلك.
ونَحَره ينْحَره نَحْراً: أَصاب نَحْرَه.
ونَحَر البعيرَ ينحَره نحراً: طَعَنه في مَنْحَرِه حيث يبدو الحُلقوم من أَعلى الصدْر؛ وجَمَلٌ نَحِير في جمال نَحْرى ونُحَراء ونَحائِرَ، وناقة نَحِير ونَحِيرَة في أَنْيُق نَحْرى ونُحَرَاء ونَحائرَ.
ويومُ النَّحر: عاشر ذي الحجة يومُ الأَضحى لأَن البُدْنَ تُنحر فيه.
والمنْحَر الموضع الذي يُنحر فيه الهدْي وغيره.
وتَناحَرَ القومُ على الشيء وانْتَحَرُوا: تَشاحُّوا عليه فكاد بعضهم يَنْحَر بعضاً من شِدّة حِرْصِهم، وتناحَرُوا في القِتال
- نبش: نبش بالأرض وبحث عن شي

نبش (لسان العرب)
نَبَشَ الشيء يَنْبُشُه نَبْشاً: استخرجه بعد الدَّفْن، ونَبْشُ الموتى: استخراجُهم، والنبَّاشُ: الفاعلُ لذلك، وحِرْفَتُه النِّباشةُ.
والنَّبْشُ: نَبْشُك عن الميّت وعن كلّ دَفِين.
ونَبَشْتُ البقلَ والميّتَ أَنْبُشُ، بالضم، نَبْشاً.
والأُنْبُوشُ، بغير هاء: ما نُبِشَ؛ عن اللحياني
- حسك: حقــد

فهو حسكــان منضايق وحاقد
الحَسَكُ أيضاً: الحِقْدُ والعَداوةُ،
كالحَسِيكَةِ والحُساكَةِ والحَسَكَةِ
- عور: فقد النظر

عور (لسان العرب)
العَوَرُ: ذهابُ حِسِّ إِحدى العينين، وقد عَوِرَ عَوَراً وعارَ يَعارُ واعْوَرَّ، وهو أَعْوَرُ، صحَّت العين في عَوِر لأَنه في معنى ما لا بد من صحته، وهو أَعْوَرُ
- الحدو: الغناء والطرب والشوق

حدا (الصّحّاح في اللغة)
الحَدْوُ: سَوقُ الإل والغِناء لها.
وقد حَدَوْتُ الإبلَ حَدْواً وحُداءً.
ويقال للشَمال حَدْواءُ، لأنّها تَحْدوا السحابَ، أي تسوقه.
- فطن معناها فهم. وهي ضد الغباء وتعني الذكاء فهو فطين
- شفدغ (العباب الزاخر)

ابن دريد: الشُّفْدُغ بالضم-: الضُّفْدِع الصعيرة
- ولفت انتباهي اسم مكة المكرمة الثاني وهو (بكة) وهو مذكور بالقرآن، ولكن ما شدني معنى (بكة) يعني زحام وذكرها المولى الكريم بهذا الاسم لشدة الازدحام أثناء حج الناس إليها، ونحن الشحوح في لهجتنا المحلية نسمي الزحمة كذلك بكة وبكه يعني زحمه.
- فكملة اتنشاق بالهجة الشحية، جاءت من كملة (استنشق) الماء وغيره أي ادخله في فمي

يصر الطفل أي يبكي وهي النصرة على العدو فالطفل عندما يصر يريد المناصرة والوقوف بجانبه لتوفير مطالبة حتى يسكت
اتنفح: جاءت من وصول رائعة الطيب وغيره وجاءت كلمتها بصيغة الجواب ليشم الشخص أو يتنفح
والبصاق: أي (البزاق) بقولنا البزوق الذي يخرجة المرأ من السائل من جوفة
بلقع: ويقصد بالمكان الخالي من الحياة وهي الأرض القفرى لاحياة فيها
حبلى: وهو وصف المرأة الحامل بشهورها بقول المرأة حبلى
حتت : أي سقطت الورقة من الغصن وحتت الطائرة على المدرج
حدر: والحدور بالفتح هو الهبوط من المكان العالي كالجبل، حتى حملك الذي تحملة يامرك الذي عندك بقول حدر بالدال المشددة أي نزلة على الأرض
حقن: دمه ومنعة من أن يفسك، وحقن الماء وبقي زمن طويل لاينضب عندما تكون التربة مشبعة ومرتوية بالماء
خرط: العود وقشره وخرط العود قسله حرف السن مشدده يعني نزع ورقة وتجريده باطراف الأصابع
دفق: الماء أي صبه على الأرض والاندفاعق يعني الانصباب والتدفق التصبب
زعق: والزعق هو الصياح بصوت عالي وان يكون مرعب ومخيف
زلق: ومثال إنزلقت الهايشة في مكان مهدف بالجبل، حتى الذين يريدون انقاذها يضطروا في هذا الشأن الدخول إلى مكانها مربوطين بالحبال حتى لايفقدواحياتهم، سطع : مثل سطع الغبار والرائحة والصبح أي ارتفع ونحن نرتفع في حال الوقوف
سبر يعني انظر وتأمل للاشياء
- نعت وصف الشي ومدحه فهو منعوت

النَّعْتُ: وَصْفُكَ الشيءَ، تَنْعَتُه بما فيه وتُبالِغُ في وَصْفه؛ والنَّعْتُ: ما نُعِتَ به. نَعَته يَنْعَتُه نَعْتاً: وصفه.
ورجل ناعِتٌ مِن قَوم نُعَّاتٍ؛ قال الشاعر: أَنْعَتُها، إِنِّيَ من نُعَّاتِها ونَعَتُّ الشيءَ وتَنَعَّتُّه إِذا وصَفْته. قال: واسْتَنْعَتُّه أَي اسْتَوْصَفْتُه.
واسْتَنْعَتَه اسْتَوْصَفه.
وجمعُ النَّعْتِ: نُعُوت؛ قال ابن سيده: لا يُكَسَّر على غير ذلك.
والنَّعْتُ من كل شيء: جَيِّدُه؛ وكل شيء كان بالغاً تقول: هذا نَعْتٌ أَي جَيِّدٌ. قال: والفَرَسُ النَّعْتُ هو الذي يكون غايةً في العِتْقِ.
- انســـان بهيــس : شــاطر أو فــاهم ومدرك وجــرئ

بهس (العباب الزاخر)
ابن دريد: البَهس: الجرأة. وأبو الدهماء قِرفة بن بُهَيسٍ -مُصَغَّراً-: من التّابعين. والبَيهَس: الأسد؛ قاله ابن دريد، وقال غيره: هو صفة له؛ وإنما وُصِفَ بذلك لجرأتِه. ويقال للشجاع: بَيْهَس. والبَيهَسيّة: صنف من الخوارج نُسبوا إلى أبي بيهس هيصم بن جابر أحد بني سعد بن ضُبَيعة بن قيس. وبَيهَس: اسم رجل يُضرب به المثل في إدراك الثأر، قال المُتَلَمِّس:
انســـان بهيــس : شــاطر أو فــاهم ومدرك وجــرئ
بهس (العباب الزاخر)
ابن دريد: البَهس: الجرأة. وأبو الدهماء قِرفة بن بُهَيسٍ -مُصَغَّراً-: من التّابعين. والبَيهَس: الأسد؛ قاله ابن دريد، وقال غيره: هو صفة له؛ وإنما وُصِفَ بذلك لجرأتِه. ويقال للشجاع: بَيْهَس. والبَيهَسيّة: صنف من الخوارج نُسبوا إلى أبي بيهس هيصم بن جابر أحد بني سعد بن ضُبَيعة بن قيس. وبَيهَس: اسم رجل يُضرب به المثل في إدراك الثأر، قال المُتَلَمِّس:
- درك: لحق

درك (لسان العرب)
الدَّرَكُ: اللحَاق، وقد أَدركه.
ورجل دَرَّاك: مُدْرِك كثير الإدْراك، وقلما يجئ فَعَّال من أَفْعَلَ يُفْعِل إلا أَنهم قد قالوا حَسَّاس دَرّاك، لغة أَوازدواج، ولم يجئ فَعَّال من أَفْعَلَ إلاَّ دَرَّاك من أَدْرَك، وجَبّار من أَجبره على الحكم أَكرهه، وسَأْآر من قوله أَسأَر في الكأْس إِذا أَبقى فيها سؤْراً من الشراب وهي البقية، وحكى اللحياني: رجل مُدْرِكةٌ، بالهاء، سريع الإدْراكِ، ومُدْرِكةُ: اسم رجل مشتق من ذلك.
وتَدَاركَ القومُ: تلاحقوا أَي لَحِق آخرُهم أَولَهم.
وفي التنزيل: حتى إذا ادّارَكُوا فيها جميعاً؛ وأَصله تَدَاركوا فأدغمت التاء في الدال واجتلبت الألف ليسلم السكون.
وتَدَارك الثَّرَيان أَي أَدرك ثرى المطر ثرى الأرض. الليث: الدَّرَك إدراك الحاجة ومَطْلبِه. يقال: بَكِّرْ ففيه دَرَك.
والدَّرَك اللَّحَقُ من التَّبِعَةِ، ومنه ضمان الدَّرَكِ في عهدة البيع.
والدَّرَك اسم من الإدْراك مثل اللَّحَق.
وفي الحديث: أَعوذ بك من دَرْك الشَّقاء؛ الدَّرْك: اللَّحاق والوصول إلى الشيء، أدركته إدْراكاً ودركاً وفي الحديث: لو قال إن شاء الله لم يحنث وكان دَرَكاً له في حاجته.
- الارمل أو الارملة: المحتاج والذي لا يملك شي

ويقال للفقير الذي لا يقدر على شيء من رجل أَو امرأَة أَرْمَلة، ولا يقال للمرأَة التي لا زوج لها وهي مُوسِرة أَرْمَلة، والأَرامل: المساكين.
ويقال: جاءت أَرْمَلةٌ من نساء ورجال محتاجين، ويقال للرجال المحتاجين الضعفاء أَرْمَلة، وإِن لم يكن فيهم نساء.
وحكى ابن بري عن ابن قتيبة قال: إِذا قال الرجل هذا المال لأَرامل بني فلان فهو للرجال والنساء، لأَن الأَرامل يقع على الذكور والنساء، قال: وقال ابن الأَنباري يُدْفَع للنساء دون الرجال لأَن الغالب على الأَرامل أَنهن النساء، وإِن كانوا يقولون رَجُل أَرْمَل، كما أَن الغالب على الرجال أَنهم الذكور دون الإِناث وإِن كانوا يقولون رَجُلة؛ وفي شعر أَبي طالب يمدح رسول الله صلى الله عليه وسلم: ثِمَال اليَتَامى عِصْمَة للأَرامل قال: الأَرامل المساكين من ساء ورجال. قال: ويقال لكل واحد من الفريقين على انفراده أَرامل، وهو بالنساء أَخص وأَكثر استعمالاً، وقد تكرر ذكر ذلك.
والأَرْمَلَةُ: الرجالُ المُحْتاجُونَ الضُّعَفَاءُ.
- الخمخمة: الكلام

خمخم: يتكلم مع شخص
خمخم (الصّحّاح في اللغة)
الخَمْخَمَةُ، مثل الخنخنة، وهو أن يتكلَّمَ الرجل كأنّه مَخْنونٌ تكبُّراً.
وهو أيضاً نوعٌ من الأكل قبيحٌ.
- هرش: تكلم بكلام يسوي مشاكل بين الناس

ومنها التهريش بين الناس
هَرَشَ (القاموس المحيط)
هَرَشَ الدَّهْرُ يَهْرِشُ ويَهْرُشُ: اشْتَدَّ.
وكفرِحَ: ساءَ خُلُقُه.
والتَّهْرِيشُ: التَّحْرِيشُ بينَ الكِلابِ، والإِفْسَادُ بين الناسِ.
والمُهَارَشةُ: تَحْرِيشُ بعضِها على بعضٍ
- اليارية (جارية): ومعناها البنت والجمع يواري (جواري)
- فقفق: تكلم بكلام لا فائدة فية

فهو فقفاق
القاموس المحيط
والفَقْفاقُ: السَّقَطُ من الكلامِ.
لسان العرب
والفَقَاقَة والفَقْفاق: الكثير الكلام الذي لا غَناءَ عنده.
والفَقْفَقَة في الكلام: كالفَيْهَقَة، وقيل: هو التخليط فيه
ناح ينوح: بمعنى بيكى أو حزن عليه حزن شديد
لسان العرب
وناحَتِ المرأَة تَنُوحُ نَوْحاً ونُواحاً ونِياحاً ونِياحةً ومَناحةً وناحَتْه وناحتْ عليه.
والمَناحةُ والنَّوْحُ: النساء يجتمعن للحُزْن؛
- واستناحَ الرجلُ: بَكَى حتى اسْتَبْكَى غيره؛
- تملق: تودد وتلطف فهو ملاق

ملق (لسان العرب)
المَلَقُ: الوُدّ واللطف الشديد، وأَصله التليين وقيل: المَلَقُ شدة لطف الودّ، وقيل: الترفق والمداراة، والمعنيان متقاربان، مَلِقَ مَلَقاً وتمَلَّقَ وتَملَّقَهُ وتمَلّقَ له تمَلُّقاً وتِمِلاَّقاً أَي تودد إليه وتلطف له: قال الشاعر: ثلاثة أَحْبابٍ: فَحُبُّ عَلاقَةٍ، وحُبُّ تِمِلاَّقٍ، وحُبٌّ هو القَتْل وفي الحديث: ليس من خُلُق المؤمن المَلَقُ؛ هو بالتحريك الزيادة في التَّوَدُّد والدعاء والتضرع فوق ما ينبغي.
وقد مَلِقَ، بالكسر، يَمْلَقُ مَلَقاً.
ورجل مَلِقٌ: يعطي بلسانه ما ليس في قلبه؛
- المحل: القحط وعدم سقوط الامطـــار

محل (لسان العرب)
المَحْلُ: الشدّة.
والمَحْلُ الجوع الشديد وإِن لم يكن جَدْب.
والمَحْل نقيض الخِصْب، جمعه مُحول وأَمْحال. الأَزهري: المُحولُ والقُحوطُ احتباس المطر.
وأَرض مَحْلٌ وقَحْطٌ: لم يصبها المطر في حينه. الجوهري: المَحْل الجدبُ وهو انقطاع المطر ويُبْسُ الأَرض من الكَلإِ. غيره قال: وربما جمع المَحْل أَمْحالاً؛
1*وعبارض واسعة تستخدم في الزراعة الوِعَاب مواع واسعة من الأرض مفردهُ وَعْبٌ.(مخيط المحيط)
جاعرالشيء اليابسالشيء اليابس- الإفصاح في فقه اللغة- جزء1 ص478
حدرنزل من مكان مرتفعالنزول- مختار الصحاح ص 143